# Emmerson Boyce
Emmerson Orlando Boyce (Aylesbury, 24 september 1979) is een Engels-Barbadiaans voormalig voetballer die bij voorkeur als centrale verdediger speelde. In 2008 debuteerde hij in het Barbadiaans voetbalelftal.

## Clubcarrière
Boyce sloot zich op tienjarige leeftijd aan bij Aylesbury Athletic, de club uit zijn geboortestad. Op zijn vijftiende verliet hij Aylesbury Athletic voor Luton Town. Op 5 januari 1999 debuteerde Boyce bij Luton Town. In zes seizoenen speelde hij 185 wedstrijden voor the Hatters, waarin hij achtmaal het doel trof. In juli 2004 tekende hij als transfervrije speler een contract bij Crystal Palace. In twee seizoenen speelde hij 69 competitiewedstrijden voor the Eagles. Op 1 augustus 2006 tekende Boyce een vierjarig contract bij Wigan Athletic. Hij debuteerde voor die club op 19 augustus 2006 tegen Newcastle United. In juli 2009 tekende hij een nieuw contract dat hem tot 2012 aan de club verbond. In 2014 begon Boyce aan zijn negende seizoen bij Wigan. Hij tekende in augustus 2015 een contract tot medio 2016 bij Blackpool. Dat lijfde hem transfervrij in nadat zijn verbintenis bij Wigan Athletic na negen jaar ten einde liep. In 2016 stopte hij. In augustus 2020 maakte Boyce een eenmalige rentree bij amateurclub Ashton Town.

## Interlandcarrière
Boyce is geboren in het Engelse Aylesbury, maar zijn beide ouders zijn afkomstig uit Barbados. Daarom is hij gerechtigd om voor Barbados uit te komen. Hij maakte zijn interlanddebuut op 26 maart 2008 in de wedstrijd tegen Dominica. Hij speelde in september 2014 zijn zevende interland, een kwalificatiewedstrijd voor de CONCACAF Gold Cup 2015 tegen het Bonairiaans voetbalelftal.

## Spelerstatistieken

### Overzicht als clubspeler
| seizoen | club           | land     | competitie      | wedstrijden | doelpunten |
| ------- | -------------- | -------- | --------------- | ----------- | ---------- |
| 1998/99 | Luton Town     | Engeland | Second Division | 1           | 0          |
| 1999/00 | Luton Town     | Engeland | Second Division | 30          | 1          |
| 2000/01 | Luton Town     | Engeland | Division        | 42          | 3          |
| 2001/02 | Luton Town     | Engeland | Third Division  | 36          | 0          |
| 2002/03 | Luton Town     | Engeland | Second Division | 34          | 0          |
| 2003/04 | Luton Town     | Engeland | Second Division | 42          | 4          |
| 2004/05 | Crystal Palace | Engeland | Premier League  | 27          | 0          |
| 2005/06 | Crystal Palace | Engeland | Championship    | 42          | 1          |
| 2006/07 | Wigan Athletic | Engeland | Premier League  | 34          | 0          |
| 2007/08 | Wigan Athletic | Engeland | Premier League  | 25          | 0          |
| 2008/09 | Wigan Athletic | Engeland | Premier League  | 27          | 1          |
| 2009/10 | Wigan Athletic | Engeland | Premier League  | 24          | 3          |
| 2010/11 | Wigan Athletic | Engeland | Premier League  | 22          | 0          |
| 2011/12 | Wigan Athletic | Engeland | Premier League  | 26          | 3          |
| 2012/13 | Wigan Athletic | Engeland | Premier League  | 36          | 4          |
| 2013/14 | Wigan Athletic | Engeland | Championship    | 44          | 2          |
| 2014/15 | Wigan Athletic | Engeland | Championship    | 27          | 0          |
| 2015/16 | Blackpool      | Engeland | League One      | 4           | 0          |

Bijgewerkt op 23 augustus 2015

## Erelijst
Wigan Athletic
- FA Cup

2012/13